# 인디펜던스 데이
《인디펜던스 데이》(영어: Independence Day)는 1996년에 개봉한 미국의 SF 재난 액션 영화이다.

## 줄거리
7월 2일, 이상한 현상이 지구를 감싼다. 하늘은 이글이글 불타오르고 땅은 지진이 난 듯 격렬히 요동친다. 직경 550 km, 무게가 달의 4분의 1이나 되는 거대한 괴 비행물체가 태양을 가려 지구는 그 빛을 잃어간다. 숨막히는 공포가 세계의 주요도시를 엄습하기 시작한다.
7월 3일, 거대하고 기괴한 비행물체에서 내뿜는 가공할 위력의 불기둥은 뉴욕의 마천루와 워싱턴의 백악관, 이집트의 피라미드 등을 순식간에 잿더미로 만들고, 거리의 자동차들은 휴지조각처럼 공중을 날아다닌다. 사람들은 당황하여 숨을 곳을 찾지만 도망칠 곳은 아무데도 없다. 인간의 힘으로 감당할 수 없는 엄청난 힘이 지구에 도달했음이 밝혀진다. 그들의 목적은 완전한 지구의 파멸.
7월 4일, 엄청난 파괴 속에서 살아남은 지구의 생존자들은 그 힘을 모아 거대한 괴비행물체에 대항하려 한다. 그러나 외계인들의 지구파괴는 더욱 맹렬해지고 인류 전체의 생존과 외계인으로부터 지구의 독립은 점점 어려워지는데.....

## 출연진
- 윌 스미스 - 스티븐 힐러 대위
- 빌 풀먼 - 토머스 J. 휘트모어 대통령
- 제프 골드블룸 - 데이비드 레빈슨
- 메리 맥도널 - 메릴린 휘트모어 영부인
- 저드 허시 - 줄리어스 레빈슨
- 로버트 로자 - 윌리엄 그레이 장군
- 랜디 퀘이드 - 러셀 캐스
- 마거릿 콜린 - 콘스턴스 스페이노
- 비비카 A. 폭스 - 재스민 두브로
- 제임스 레브혼 - 앨버트 님지키
- 하비 피어스타인 - 마티 길버트
- 애덤 볼드윈 - 미첼 소령
- 브렌트 스파이너 - 브래키시 오쿤 박사
- 제임스 듀발 - 미겔 캐스
- 해리 코닉 주니어 - 지미 와일더 대위
- 메이 휘트먼 - 퍼트리샤 휘트모어
- 로스 배글리 - 딜런 두브로
- 리사 제이컵 - 얼리샤 캐스
- 주세페 앤드루스 - 트로이 캐스

## 영화 촬영장면
영화 인디펜던스 데이 촬영장면에서 백악관 폭파장면에서의 백악관은 실물크기의 100분의 1로 축소된 백악관 모형으로 만들어졌다.

## 논란
- 지구의 컴퓨터로 외계의 컴퓨터를 해킹하는 장면 - 외계인이 윈도우 95라도 쓰냐는 비아냥이 있었음(당시 민간의 최신 OS는 윈도우 95).
- 또, 간단한 컴퓨터 바이러스로 훨씬 앞선 문명의 외계 컴퓨터를 어떻게 감염시킬 수 있으며, 외계인 컴퓨터 시스템과 Mac OS를 사용하는 노트북 컴퓨터 간에 상호 접속이 될 수 있는가 하는 비판이 있었다.
- F/A-18은 4개의 미사일을 장착할 수 있는데, 대통령 탑승기는 5발의 미사일을 장착 (마지막 공중전 장면)
- F/A-18은 아무리 최저 속도로 날아도 난이도 그랜드 캐니언의 협곡을 비행할 수 없다고 함. (윌 스미스가 그랜드 캐니언으로 자신의 전투기를 몰아 외계인 전투기를 격추시키는 장면)
- 힐러 대위가 그랜드 캐니언에서 외계인 비행체를 격추시킨 후, 다음 장면에서 걸어가던 사막은 유타주의 그레이트 솔트 레이크였다. 그랜드 캐니언에서 솔트레이크까지 걸어가려면 힐러 대위는 시간당 800마일을 걸어야 한다고 한다. 그것도 낙하산으로 외계인 시체를 끌면서.
- 외계인 시체를 끌때 힐러 대위가 사용한 낙하산은 F/A-18에는 제공되지 않는 종류의 낙하산이다.
- 백악관 장면 시작 부분에서 콘스탄스 스파노는 USA 투데이의 날씨면을 읽고 있다. 그런데, 그 일기도에 나타난 기상 상황은 7월이 아니라 추운 날씨를 암시하는 것이었다.
- 이라크 사막 장면에서 프랑스 공군 도장을 한 F-16과 이스라엘 공군 도장을 한 F/A-18을 볼 수 있다. 그런데 두 나라 모두 그 기종들을 운용하고 있지 않다.

## 한국판 성우진

### MBC (2000년 9월 13일)
- 박지훈 - 힐러 선장(윌 스미스)
- 박일 - 대통령(빌 풀먼)
- 신성호 - 데이빗(제프 골드블룸)
- 최성우 - 영부인(메리 맥도널)
- 김기현 - 줄리어스(저드 허슈)
- 황일청 - 그레이 장군(로버트 로자)
- 김강산 - 러셀(랜디 퀘이드)
- 김태훈 - 앨버트(제임스 렙혼)
- 이철용 - 마티(하비 피어스타인)
- 김명수
- 이병식
- 박영화
- 이진홍
- 임유진
- 김호성
- 정남
- 최수진
- 김아영
- 송준석
- 이상범
- 표영재
- 김지영

### SBS (2004년 9월 25일)
- 김준 - 힐러 선장(윌 스미스)
- 홍시호 - 대통령(빌 풀먼)
- 설영범 - 데이빗(제프 골드블룸)
- 기경옥 - 영부인(메리 맥도널)
- 이완호 - 줄리어스(저드 허슈)
- 온영삼 - 그레이 장군(로버트 로자)
- 이윤선 - 러셀(랜디 퀘이드)
- 송덕희 - 콘스탄스(마거릿 콜린)
- 오수경 - 재스민(비비카 A. 폭스)
- 김정호 - 앨버트(제임스 렙혼)
- 장승길 - 마티(하비 피어스타인) / 오쿤 박사(브렌트 스파이너) / 왓슨 대령(빌 스밋트로비치)
- 류다무현 - 미첼 소령(애덤 볼드윈)
- 윤복성 - 미구엘(제임스 듀발)
- 신소윤 - 퍼트리샤(메이 휘트먼) / 알리시아(리사 자쿱)
- 김태웅 - 지미(해리 코닉 주니어) / 아이작스 박사(존 스토리)
- 이자옥 - 티파니(키어스틴 워런) / 트로이(쥬세페 앤드류스) / 딜런(로스 배글리)
- 김승태 - 방송국 직원(마이클 윈터) / 헬기 조종사(데렉 웹스터) / 과학자(웨인 윌더슨)
- 최한 - 군인(맷 패시코우)